# Hofkapelle (Neukl)

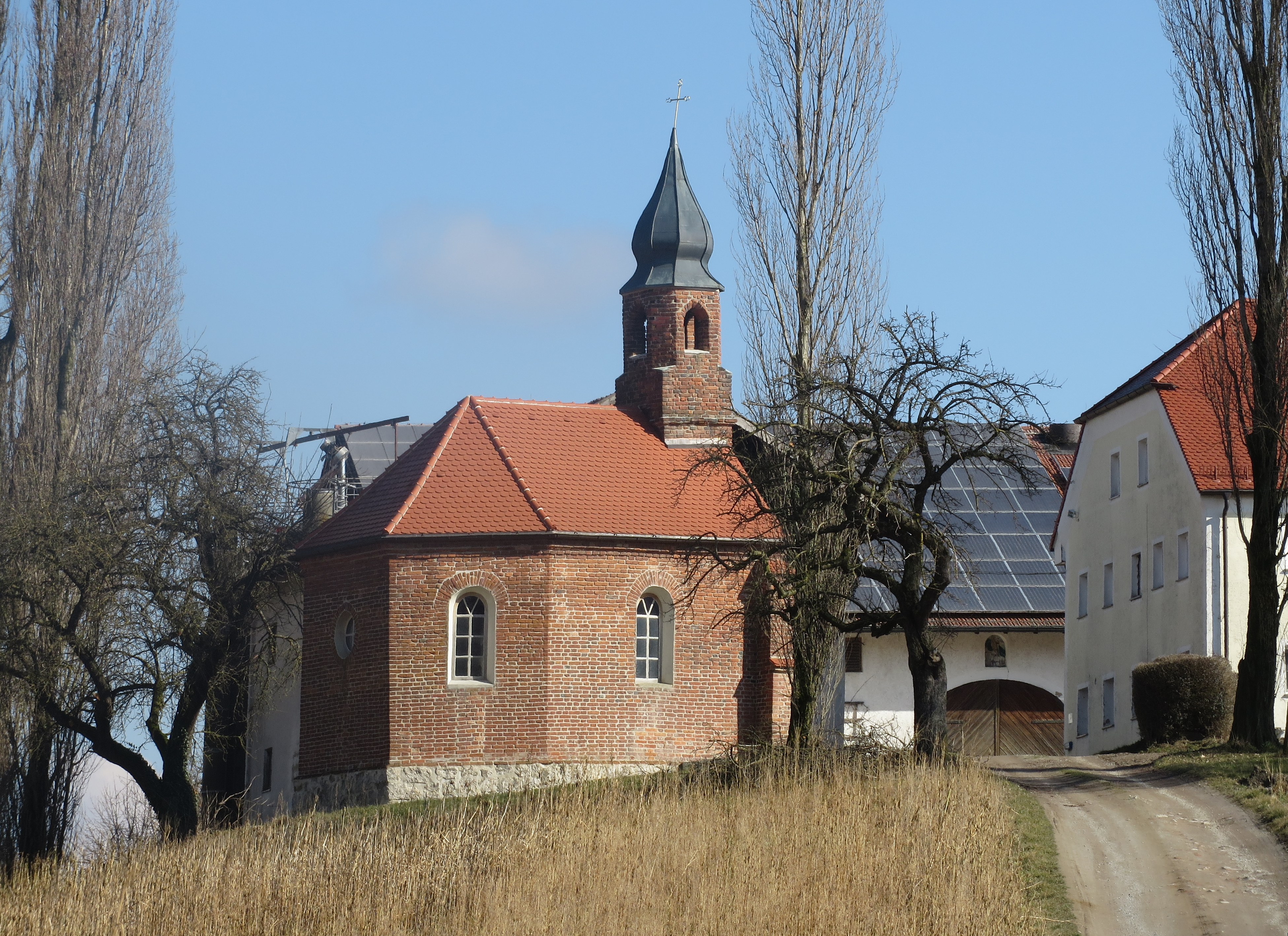
Hofkapelle Neukl, Westseite

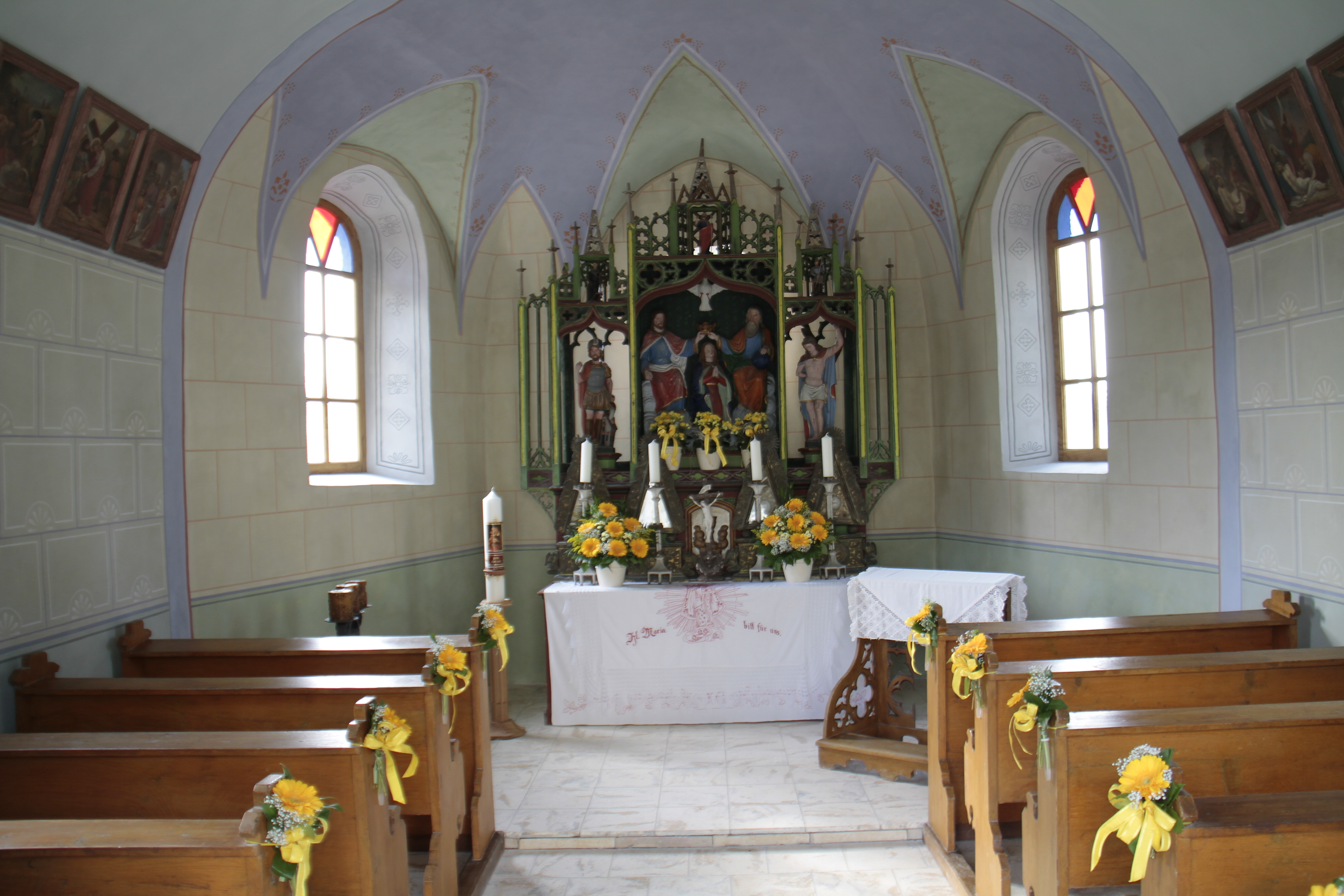
Innenansicht

Die Hofkapelle steht auf Neukl, einem Hof nahe dem Gemeindeteil Reutern von Bad Griesbach im Rottal im niederbayerischen Landkreis Passau. Sie wurde 1864 von Georg Leopoldsberger errichtet. Die Hofkapelle ist ein geschütztes Baudenkmal.
Der neugotische Ziegelbau mit Dachreiter gehört zum Vierseithof Neukl. Der Altar und seine Heiligenfiguren aus der Erbauungszeit sind noch vorhanden und wurden wie das Gebäude in den Jahren 2008/09 restauriert.
Werner Kriegl, der Ur-Ur-Urenkel des Erbauers, erhielt im Jahr 2012 die Denkmalschutzmedaille des Freistaates Bayern für die vorbildliche Renovierung des Baudenkmals.